# بربانک، کوئینزلند
بربانک (به انگلیسی: Burbank) یک حومه شهر در استرالیا است که در شهر بریزبین واقع شده‌است.